# Euphorbia hyrcana
Euphorbia hyrcana är en törelväxtart som beskrevs av Aleksandr Alfonsovitj Grossgejm. Euphorbia hyrcana ingår i släktet törlar, och familjen törelväxter. Inga underarter finns listade i Catalogue of Life.